# Sakartvelos Skauturi Modzraobis Organizatsia
Sakartvelos Skauturi Modzraobis Organizatsia (georgisch საქართველოს სკაუტური მოძრაობის ორგანიზაცია; Russisch Организация Скаутского Движения Грузии "Скауты Грузии") ist ein georgischer Pfadfinderverband. Er wurde 1994 gegründet und 1997 Mitglied der World Organization of the Scout Movement (WOSM). Die Sakartvelos Skauturi Modzraobis Organizatsia hatte 2008 1.240 Mitglieder.

## Geschichte
Die Pfadfinderarbeit kam in den 1920ern durch britische Geschäftsleute zum ersten Mal in den westlichen Teil der heutigen Republik Georgien. Es gab vor dem Zerfall der Sowjetunion keinen anerkannten georgischen Pfadfinderverband, da in der Zeit vor dem Zusammenbruch der Sowjetunion dort keine Pfadfinder zugelassen waren.
Im Jahre 1992 begannen Studenten an der Staatlichen Universität Tiflis sich für die Pfadfinderarbeit zu interessieren. 1994 wurde schließlich die georgische Pfadfinderorganisation offiziell gegründet und wurde im Januar 1998 als 147. Mitglied in die WOSM aufgenommen. 
Die Sakartvelos Skauturi Modzraobis Organizatsia hat derzeit 1.092 Mitglieder, sowohl Jungen als auch Mädchen. Die georgischen Pfadfinder nahmen an mehreren Welt-Pfadfinder-Veranstaltungen, Jamborees und Moots, darunter das World Jamboree in den Niederlanden 1995, auf Einladung des World Scout Committee, und das World Jamboree in Chile 1998–99, beteiligt.
Die Scouts et Guides de France arbeiten mit den georgischen Pfadfindern zusammen, um ihnen mit Programm, Organisation und Ausbildung zu helfen.